# Râul Agăș
Râul Agăș este un curs de apă, afluent al râului Trotuș. Râul este utilizat pentru alimentarea cu apă potabilă a localității Agăș din județul Bacău.

## Hărți
- Harta Munții Tarcău  Arhivat în 22 februarie 2010, la Wayback Machine.
- Harta Munții Ciucului  Arhivat în 28 ianuarie 2018, la Wayback Machine.